# New Ireland Forum
Pour les articles homonymes, voir Nouvelle-Irlande.

Le New Ireland Forum (français : Forum de la nouvelle Irlande) est une tentative de résolution politique du conflit nord-irlandais. Il est lancé en avril 1983 par le Taoiseach Garret FitzGerald. Fianna Fáil, Fine Gael, l'Irish Labour Party et le Social Democratic and Labour Party participent aux discussions. Un rapport est publié le 2 mai 1984, proposant pour l'avenir de l'Irlande trois possibilités : une réunification de l'Irlande et de l'Irlande du Nord, un État fédéral et un gouvernement conjoint britannique et irlandais sur l'Irlande du Nord. L'ensemble des travaux du Forum sont refusés par Margaret Thatcher.